# Thaiföldön történt légi közlekedési balesetek listája
A Thaiföldön történt légi közlekedési balesetek listája mind a halálos áldozattal járó, mind pedig a kisebb balesetek, meghibásodások miatt történt, gyakran csak az adott légiforgalmi járművet érintő baleseteket is tartalmazza évenkénti bontásban.

## Thaiföldön történt légi közlekedési balesetek listája

### 1988
- 1988. szeptember 9. Bangkok. A Vietnam Airlines légitársaság 831-es járata, egy Tu–134A típusú utasszállító repülőgép leszállás közben a földnek csapódott. A gépen 90 utas tartózkodott és 6 fős személyzet, az utasokból 76-an életüket vesztették.[1]

### 1991
- 1991. május 28. A Lauda Air NG-0004-es számú járata, egy Boeing 767-300-as típusú utasszállító repülőgép lezuhant. A gépen 223 fő utazott. A balesetben 52 fő életét vesztette.